# Loris Biagioni
Loris Flaminio Biagioni (Piazza al Serchio, 26 gennaio 1916 – Castelnuovo di Garfagnana, 1º ottobre 1998) è stato un politico italiano.

## Biografia
È stato membro del Comitato di Liberazione Nazionale e dell'Assemblea Costituente.
È stato Sottosegretario alle Poste e Telecomunicazioni nel II Governo Leone, e Sottosegretario all'Industria, Commercio e Artigianato nel II e III Governo Rumor e nei Governi Colombo e Andreotti I.